# Писидийская митрополия
Писидийская митрополия (греч. Μητρόπολη Πισιδίας) — православная епархия Константинопольской православной церкви с центром в Ыспарта (Писидии) и Анталии в Турции.

## История
Время основания епархии неизвестно, но на её территории в I веке проповедовали апостол Павел и апостол Варнава.
С VI века известна чудотворная икона Божией Матери «Писидийская».
В византийский период Антиохия Писидийская (Писидия, Малая Азия) являлась центром митрополии Писидийской Антиохийской (Πισιδίας ὁ Ἀντιοχείας). Согласно Тактикону VII в. в состав митрополии входили следующие епископские кафедры: Ададская, Адрианопольская, Апамейско-Кивотская, Варисская, Зарзелская, Лаодикийско-Кекавменская, Лименская, Метропольская, Неапольская, Паппская, Сагаласская, Селевкийско-Сидерская, Созопольская, Тимандская, Тимврийская, Тирайская, Филомилийская, Юстинианопольская.
С 1575 года, в связи с запустением Мирликийской, Сидской и Пергийской епархий, они были включены в состав Писидийской митрополии, а митрополит Писидийский вплоть до 1923 года титуловался как ипертим и экзарх Ликии, Сиди, Мир, Анталии и Малой Антиохии. Кафедральным храмом был собор Успения Божией Матери.
В 1924 году, в связи с обменом греческим и турецким населением между Турцией и Грецией, кафедра фактически прекратила своё существование и перешла в разряд титулярных и её управление было поручено с 18 марта 1924 года Сардским митрополитам, которые в это время носили титул «Сардские и Писидийские». С 9 ноября 1943 года вновь становится самостоятельной, оставаясь вакантной до 1974 года.
Первая с 1924 года литургия в древнем храме Святого Георгия Победоносца в Аланье была совершена митрополитом Писидийским Сотирием в Рождество Христово 25 декабря 2012 года; 15 ноября 2015 года в районе Аланьи Махмутлар состоялось открытие Культурного центра — храма в честь иконы Божией Матери «Писидийская», ставшего первым вновь построенным православным храмом в Турецкой Республике.
15 июля 2018 года в храме святого Алипия Столпника в городе Анталья в присутствии патриарха Константинопольского Варфоломея была совершена литургия и открытие здания Писидийской Митрополии.

## Митрополиты
- Евдоксий, при императоре Максимиане (285—305)
- Оптат, Анфим и Киприан
- Сергиан, участник Анкирского Собора 314 года
- Оптимий (упом. 381) участник II Вселенского Собора
- Транкиллин (упом. 431) участник III Вселенского Собора
- Ерехфий, при Прокле Константинопольском (434—446)
- Кандидиан (участник Константинопольского Собора в 448 г. и Эфесского Разбойничего Собора в 449 г., друг Диоскора Александрийского)
- Пергамий (участник IV Вселенского Собора в 451 г.)
- Иоанн, участник Константинопольского Собора 518 года
- Полидевк, участник Константинопольского Собора 520 года
- Вакх, участник Константинопольского Собора 536 года
- Феодор (упом. 553) участник V Вселенского Собора
- Стефан (упом. 680 — упом. 691) участник VI Вселенского Собора и Пято-шестого Собора
- Георгий (упом. 787) участник VII Вселенского Собора
- Григорий и Захария, участники Собора 847
- Феофилакт, участник Константинопольского Собора 997 года
- Макарий (кон. XI) имел прекрасные отношения с крестоносцами
- Михаил (уопм. 1143 — упом. 1147)
- имя неизвестно (упом. 1156) участник Константинопольского Собора 1156 года
- Макарий (ок. 1250—1265), сторонник патриарха Арсения Авториана
- Паисий (упом. июнь 1617)
- Евфимий (ум. 1649)
- Сильвестр (сентябрь 1649 — 15 сентября 1655)
- Иоаким (сент. 1661)
- Мефодий (1671—1673)
- Паисий (1673)
- Кирилл (21 декабря 1673—1676)
- Леонтий (28 января 1676 — ?)
- Леонтий (январь 1697 — 28 марта 1719)
- Косма (28 марта 1719—1721)
- Кирилл (+1814)
- Дионисий (упом. янв. 1814)
- Евгений (июль 1814 — апрель 1821)
- Герасим (авг. 1821—1827)
- Самуил (сент. 1827- сентябрь 1835)
- Герасим, повторно (сентябрь 1835 — март 1848) низложен
- Мелетий (март 1848 — 2 июня 1861)
- Кесарий (2 июня 1861 — 25 июня 1880)
- Парфений (Продромидис) (25 июня 1880 — †10 февраля 1886)
- Венедикт (Адамантидис) (февраля 1886 — 23 октября 1893)
- Герасим (Танталидис)[греч.] (23 октября 1893 — 1 июня 1906)
- Константин (Апостолу)[греч.] (3 июня 1906 — 17 января 1912)
- Герасим (Танталидис) (26 января 1912 — март 1923)
- Герман (Афанасиадиc) (18 марта 1924 — 9 ноября 1943)
- Иезекииль (Цукалас) (5 августа 1974 — 10 сентября 1981)
- Мефодий (Фуйас) (12 марта 1991 — 6 июля 2006)
- Сотирий (Трамбас) (28 мая 2008 — 10 июня 2022) †
- Иов (Геча) (с 22 июля 2022)

## Викарии
- Амвросий (Хорозидис) (с 2019), епископ Евдокиадский